# GOLDEN★BEST〜NEVER ENDING DAYS
『GOLDEN★BEST〜NEVER ENDING DAYS』（ゴールデン・ベスト ネバー・エンディング・デイズ）はBLIZARDのベスト・アルバム。

## 内容
初のベスト・アルバムであるが、ビーイング側がat the BEING studioシリーズをリリースしている傍ら、このバンドでは、「ゴールデン☆ベスト」として出したベスト・アルバム。ただし、未発表曲が収録されていない。また、下村成二郎（初代ボーカル）、寺沢功一（ベース）、村上孝之（ギター）、村上宏之（ドラム）のコメントが付いている。

## 収録曲
1. OVER HEAT
作詞:星野今日子 作曲:栗林誠一郎
2. Fire Of Desire
作詞・作曲:松川敏也
3. Broken Loneliness
作詞:星野今日子 作曲:栗林誠一郎
4. MONEY MONEY
作詞:下村成二郎 作曲:松川敏也
5. ONLY YOU
作詞・作曲:松川敏也
6. DANCE
作詞・作曲:松川敏也
7. I'M ALONE
作詞:星野今日子 作曲:栗林誠一郎
8. Kill Me Your Love
作詞:星野今日子 作曲:栗林誠一郎
9. FLY HIGH
作詞・作曲:S. Walth 訳詞:星野今日子
10. Heartache tonight
作詞・作曲:松川敏也
11. In The Middle
作詞・作曲:松川敏也
12. SHOW ME THE WAY
作詞・作曲:松川敏也
13. MARY
作詞:下村成二郎 作曲:松川敏也
14. Marry a Fortune
作詞:水野松也 作曲:松川敏也
15. BREAK OUT
作詞:小田佳奈子 作曲:松川敏也
16. AGAIN
作詞・作曲:松川敏也